# Mampun Baru
Mampun Baru is een bestuurslaag in het regentschap Merangin van de provincie Jambi, Indonesië. Mampun Baru telt 2169 inwoners (volkstelling 2010).